# Halophiloscia rodriguezi
Halophiloscia rodriguezi es una especie de crustáceo isópodo terrestre de la familia Halophilosciidae.

## Distribución geográfica
Es endémica de las islas Canarias occidentales (España).